# 四角方圆
四角方圆（英語：Four Corners）是一档澳大利亚调查性新闻以及时事纪录片电视节目。該節目由澳大利亚广播公司（ABC）播出，于1961年8月19日首播，它是澳大利亚历史上播出时间最长的电视节目。该节目是澳大利亚仅有的5个入选罗吉名人堂的节目之一。